# Kurwa (album)
Kurwa è l'album di debutto della rapper polacco-tedesca Schwesta Ewa, pubblicato il 9 gennaio 2015 su etichetta discografica Alles Oder Nix Records.

## Tracce
1. Rap, kurwa! (feat. Jetset Mehmet) – 1:09
2. Kurwa – 1:44
3. Schwesta Elektra – 2:44
4. Von Hype zu Ayb – 3:14
5. Skit 1 (feat. Xatar) – 1:25
6. Paxx im Puff – 2:30
7. Peepshow 2 – 2:44
8. Escortflow – 2:58
9. Ramba zamba! (feat. Marteria) – 2:43
10. Tunneln und so (feat. Eko Fresh) – 2:49
11. Schwesta Schwesta – 3:07
12. Ein guter Tag (feat. Megaloh & Chefket) – 4:14
13. Viktor – 3:01
14. Spiegelreflex (feat. Grace) – 3:58
15. Für Elise – 4:04
16. Skit 2 (feat. Xatar) – 1:19
17. Nonne wird Nutte – 3:16
18. 24 Std (feat. Xatar & Ssio) – 4:19
19. Boomerang – 4:20
20. Du liebst mich nicht (feat. Fard & Samy) – 4:53

## Classifiche
| Classifica (2015) | Posizione massima |
| ----------------- | ----------------- |
| Austria           | 34                |
| Germania          | 11                |
| Svizzera          | 28                |